# دکتر مارتین
دکتر مارتین (به انگلیسی: Doc Martin) نام یک مجموعه تلویزیونی است که از شبکه آی تی وی پخش شده است.